# Lo Telh
Lo Telh (en francès Le Teil) és un municipi de la regió d'Alvèrnia-Roine-Alps i el departament de l'Ardecha.